# Love is in the Bin
Love is in the Bin (deutsch: Die Liebe ist im Eimer) ist der Titel eines Kunstwerkes des britischen Streetart-Künstlers Banksy, das im Oktober 2018 im Rahmen einer Kunst-Intervention im Auktionshaus Sotheby’s während einer Auktion entstand. Einem Plan des Künstlers folgend wurde sein Gemälde Mädchen mit Ballon (englisch Girl with Balloon) – der eigentliche Gegenstand der Versteigerung – unmittelbar nach Verkauf an eine nicht genannte europäische Bieterin vor den Augen aller Anwesenden durch einen im Rahmen versteckten Schredder zur Hälfte in schmale Streifen geschnitten. Damit wurde das Gemälde Girl with Balloon halb zerschnitten und von Banksy später zu einem neuen Kunstwerk erklärt, das kurze Zeit darauf von ihm seinen neuen Namen erhielt. Erstmals nach der Aktion wurde das Bild vom 5. Februar bis 3. März 2019 im Museum Frieder Burda in Baden-Baden gezeigt. Vom 7. März 2019 bis 2. Februar 2020 wurde es in der Staatsgalerie Stuttgart in wechselnden Abteilungen ausgestellt.

## Das Gemälde
Das ursprüngliche Gemälde entstand im Jahr 2006 und wiederholt eines der bekanntesten Motive von Banksys Graffiti. Es zeigt ein kleines Mädchen in Seitenansicht, das im Wind steht und nach einem davonfliegenden roten und herzförmigen Ballon greift. Das Gemälde hat einen goldfarbenen Rahmen von 18 cm Tiefe. Es handelte sich nach Angaben des Auktionshauses um ein Unikat.
Das Motiv des Gemäldes befindet sich seit 2002 als Graffito an mehreren Orten in London und auf zahlreichen Kunstdrucken, Plakaten und Postkarten. Es sei, so die britische Tageszeitung The Guardian, im Jahr 2017 „zum beliebtesten Kunstwerk Großbritanniens gewählt“ und zum ersten Mal als Motiv auf einer Häuserwand in der Great Eastern Street in Shoreditch im Osten Londons verwendet worden. Bekannt wurde es durch eine Kampagne des Künstlers, die Flüchtlinge des syrischen Bürgerkriegs unterstützen sollte.

## Vorgeschichte
Der Künstler Banksy, der aller Prominenz zum Trotz seine Identität nicht preisgeben möchte, übergab das Gemälde Girl with Balloon an den Besitzer (Stand 2018) im Jahr 2006 nach seiner drei Tage währenden Show, die unter dem Titel Barely Legal in einem Warenhaus in Los Angeles stattfand. Für den Fall, dass das Bild gegen seinen Willen in eine Auktion gegeben würde, hatte er eine – einem Aktenvernichter ähnliche – Technik in den Bilderrahmen eingebaut, mit deren Hilfe das Bild geschreddert werden könnte. In seinem YouTube-Video mit dem Titel Sotheby's, October 5th 2018, das er einen Tag nach der Auktion auf seinem YouTube-Kanal veröffentlichte, offenbarte Banksy seinen Plan und zeigte den rückwärtig offenen Bilderrahmen mit den eingebauten Klingen. Wie der Vorgang der Zerstörung ausgelöst werden kann, wurde nicht gezeigt. Banksys Sprecherin Jo Brooks bestätigte die Echtheit der Aufzeichnung und versicherte, Sotheby’s sei über das Vorhaben des Künstlers nicht informiert gewesen.
Obwohl man über den Künstler nicht viel weiß, ist einiges über seine Motive bekannt – beispielsweise, dass er den Kapitalismus verachte. Eine tiefe Ablehnung gegenüber dem Kunstbetrieb präge sein Werk, ließ das ZDF am 6. Oktober 2018 in seiner Sendung heute verlauten. Die Deutsche Welle (DW) erwähnte seine Aversion gegenüber einer Kommerzialisierung seiner Kunst, Ausstellungen lehne er ab. „Der anonyme Street-Art-Künstler ist berühmt dafür, mit seinem Publikum und den Mechanismen des Kunstmarkts zu spielen“, so das Nachrichtenmagazin Der Spiegel.

## Die Auktion
Am 5. Oktober 2018 bot Sotheby’s in London das Gemälde zum Verkauf an, ausdrücklich mit dem Rahmen des Künstlers. Es war die letzte Versteigerung an diesem Tag. Kaum war der Zuschlag dem Höchstbietenden für eine Summe von 1,04 Millionen Pfund (1,18 Millionen Euro) erteilt, ertönte ein Alarm und dann rutschte das Bild in den unteren Teil des Rahmens, den es in Streifen geschnitten wieder verließ.
Der Schnitt war so angelegt, dass etwa die obere Hälfte des Gemäldes mit dem wegfliegenden roten Ballon unversehrt im Rahmen verblieb, während die andere Hälfte mit der Figur des Mädchens in schmale Längsstreifen zerschnitten aus dem unteren Ende des Rahmens hing. Kurze Zeit danach wurde das Werk von der Wand entfernt und den Blicken der staunenden Auktionsbesucher entzogen. Ein Video über diesen ungewöhnlichen Vorgang – dem Konzept des Fluxus entsprechend – haben zahlreiche Medien veröffentlicht.
Der Guardian bezeichnete diese Aktion von Banksy als einen „der kühnen Stunts in der Kunstgeschichte“ und zitierte Joey Syer, den Mitbegründer der Website MyArtBroker, der annahm, das Werk habe dadurch mindestens 50 % an Wert gewonnen. Alex Branczik, der Leiter des Auktionshauses für zeitgenössische Kunst in Europa, bezeichnete die Aktion als „ein kleines Stück Banksy-Genie“.
Auf seinem Instagram-Account hinterließ Banksy einen nur knappen Kommentar: „Going, going, gone“ – die englische Version des üblichen Ausrufes eines Auktionators Zum Ersten, zum Zweiten und zum Dritten – und zitierte Pablo Picasso mit dem Ausspruch „Der Drang zu zerstören ist auch ein kreativer Drang“.

## Nach der Auktion
Zunächst wurde gerätselt, ob der Verkauf rückgängig gemacht würde, jedoch entschied sich die Auktionsgewinnerin, eine „europäische Sammlerin und langjährige Kundin von Sotheby’s“, für die Annahme des absichtlich im sauberen Streifenschnitt teilgeschredderten Bildes. Erst sei sie „schockiert“ gewesen, habe es dann aber als ihr „eigenes Stück Kunstgeschichte“ verstanden. Auch Branczik ließ eine Woche nach der Auktion verlauten, Banksy habe kein Kunstwerk zerstört, sondern eines geschaffen – und das sei zum ersten Mal während einer Auktion geschehen.
Am 11. Oktober 2018 ließ das Kunstmagazin Monopol wissen, dass Banksy sein ehemaliges Gemälde Girl with Balloon zu einem neuen Kunstwerk erklärt und ihm den Titel Love is in the Bin gegeben habe. Seine Agentur Pest Control habe Sotheby’s ein Zertifikat übermittelt, das Echtheit und Titel des neuen Werkes bestätigte. Am selben Tag kündigte Sotheby’s an, das neue Werk am 13. und 14. Oktober in den Londoner Räumen der Öffentlichkeit zu präsentieren. Berichtet wurde darüber kaum. Die chinesische Nachrichtenagentur Xinhua veröffentlichte in China Daily, einer englischsprachigen Tageszeitung der Volksrepublik China, eine kurze Notiz mit einer Reihe von Fotos.
Am 17. Oktober lud Banksy auf seinem YouTube-Kanal ein weiteres Video unter dem Titel Shredding the Girl and Balloon – The Director’s half cut hoch, mit dem er die Spekulation nährte, er habe das Gemälde komplett zerstören wollen. Es zeigt unter anderem ausführlich den Vorgang der Versteigerung und am Ende eine mit dem Kommentar „In rehearsals it worked every time...“ (deutsch: Beim Probelauf funktionierte es jedes Mal) eingeleitete Szene, in der ein Bild gleichen Motivs vollständig geschreddert wird. Allein dieses Video hatte in den ersten zwei Wochen nach seinem Upload drei Millionen Aufrufe. Zeit Online schließt von dem Video Banksys auf seine Absicht.
Die Zeitschrift Cicero veröffentlichte am 23. Oktober ein Interview mit dem Kulturkritiker Georg Seeßlen zu der Frage, ob sich hinter der Aktion Banksys Kalkül oder ein Marketing-Gag verberge. Einleitend äußerte sich Seeßlen allgemein über Banksys Kunst:

„Jedes Bild, jeder Auftritt ist Teil dieses Meta-Kunstwerkes, Teil von etwas, das Joseph Beuys wahrscheinlich unter seine Vorstellung von der ‚sozialen Plastik‘ eingereiht hätte. Das kann man mögen oder nicht. Nur ignorieren kann man es nicht.“

Ansonsten ließ Seeßlen offen, ob die Zerstörung des Gemäldes nicht vollständig gelang oder nicht gelingen sollte. In seinem jetzigen Zustand sage das Kunstwerk „etwas aus über die Widersprüche zwischen Kunstmarkt, Kunstbetrieb und Kunstinteresse von uns normalen Menschen“. Neu sei die Idee von Banksy nicht. Eingriffe des Künstlers nach Fertigstellung eines Werkes, so Seeßlen, seien Teil einer „Kunst-Mythologie“, die unter anderem zeigen solle, „dass Kunstwerke nicht einfach nur Objekte sind, die den Besitzer wechseln“. Die Frage, ob Sotheby’s eingeweiht gewesen sei, beantwortete Seeßlen mit dem Hinweis, ein Auktionshaus dürfe vieles sagen, die Wahrheit gehöre nicht immer zwingend dazu. Gerede, Banksy selbst habe das Bild zum Kauf angeboten und es dann auch erworben, begegnete der Kunstkritiker mit dem kurzen Hinweis, all diese Gerüchte würden „Teil des Meta-Kunstwerks Banksy“. Auf die Ausgangsfrage reagierte er gelassen. Das sei ein allfälliger Widerspruch und wer in der Kunstwelt widerspruchsfrei bleiben wolle, müsse „auf Kunst verzichten oder so tun, als gebe es die Widersprüche nicht“. Und Banksy mache die Widersprüche immerhin sichtbar. Er lade dazu ein, sich am Diskurs zu beteiligen und „die Fetischisierung und Kapitalisierung in der Kunst nicht unwidersprochen hinzunehmen“. In seiner abschließend persönlichen Bemerkung erklärte er, Banksys Werke seien „wirklich Kunst“.
Dem Verdacht, Banksy könnte Sotheby’s vorab in seine Pläne eingeweiht haben, trat das Auktionshaus mit einem Zitat von Steve Lazarides, dem ehemaligen Manager von Banksy, entgegen: „Ich habe mit ihm zwölf Jahre zusammengearbeitet, die Idee, mit einer Institution zu kooperieren, um eine Aktion durchzuführen, läuft seiner Philosophie komplett entgegen.“
Am 14. Oktober 2021 wurde das Werk erneut bei Sotheby’s versteigert. Geschätzt wurde ein Verkaufspreis von vier bis sechs Millionen Pfund, es wurde jedoch für über 18,5 Millionen Pfund verkauft – ein Rekordwert für ein Banksy-Kunstwerk.

## Medienberichte
Sowohl deutschsprachige als auch britische Medien berichteten über das Ereignis. Das Nachrichtenmagazin Der Spiegel beispielsweise beschäftigten die Fragen, ob der Künstler selbst vor Ort gewesen wäre und den Mechanismus ausgelöst hätte, und ob der Käufer dennoch den ausgehandelten Kaufpreis bezahlen müsse. Darüber, so Sotheby’s gegenüber der Financial Times, befinde man sich mit dem Käufer in Verhandlung.
Die Annahme, Banksy könnte anwesend gewesen sein, wurde insbesondere von dem Künstler Pierre Koukjian befeuert. Er ist mit Banksy persönlich bekannt und wohnte der Aktion bei, die er für einen „Wendepunkt in der Geschichte der zeitgenössischen […] Konzept-Kunst“ und den Käufer für einen Glücklichen hielt.
Am 7. Oktober 2018 trugen die Journalisten Alex Rühle und Laura Weissmüller eine Reihe von Argumenten für ihre Annahme zusammen, bei Sotheby’s müsse man von der geplanten Zerstörung gewusst haben. Auch der Kölner Auktionator Henrik Hanstein mochte sich am 8. Oktober in der Sendung West ART kaum vorstellen, das Auktionshaus habe die Besonderheit des Rahmens nicht bemerkt, denn es sei aus verschiedenen Gründen ein Grundsatz, jedes Gemälde bei Einlieferung „auszurahmen“. Er halte ansonsten Idee und Inszenierung für klug und originell. Sein Ziel habe der Künstler erreicht: „Kritik an dem Hype mit der zeitgenössischen Kunst“.